# Élections municipales de 2026 en Polynésie française
Pour un article plus général, voir Élections municipales françaises de 2026.
Les élections municipales en Polynésie française sont prévues en mars 2026. Cette page ne traite que les communes de 3 000 habitants et plus en Polynésie française.

## Résultats à l'échelle du département

### Maires sortants et maires élus
| Commune        | Population (en 2022) | Maire sortant(e)      | Parti | Parti     | Maire élu(e) | Parti | Parti |
| -------------- | -------------------- | --------------------- | ----- | --------- | ------------ | ----- | ----- |
| Arue           | 10 322               | Teura Iriti           |       | Tapura    |              |       |       |
| Bora-Bora      | 10 758               | Gaston Tong Sang      |       | Tapura    |              |       |       |
| Faaa           | 29 826               | Oscar Temaru          |       | Tavini    |              |       |       |
| Hitiaa O Te Ra | 10 196               | Henri Flohr           |       | Tapura    |              |       |       |
| Huahine        | 6 263                | Marcelin Lisan        |       | Tapura    |              |       |       |
| Māhina         | 14 623               | Damas Teuira          |       | Tapura    |              |       |       |
| Moorea-Maiao   | 18 201               | Evans Haumani         |       | Tapura    |              |       |       |
| Nuku-Hiva      | 3 025                | Benoît Kautai         |       | Tapura    |              |       |       |
| Paea           | 12 756               | Antony Géros          |       | Tavini    |              |       |       |
| Papara         | 11 743               | Sonia Punua           |       | Tapura    |              |       |       |
| Papeete        | 26 654               | Michel Buillard       |       | Tapura    |              |       |       |
| Pirae          | 14 068               | Édouard Fritch        |       | RE-Tapura |              |       |       |
| Punaauia       | 28 781               | Simplicio Lissant     |       | Tapura    |              |       |       |
| Rangiroa       | 3 761                | Tahuhu Maraeura       |       | Tapura    |              |       |       |
| Tahaa          | 5 296                | Patricia Amaru        |       | Tapura    |              |       |       |
| Taiarapu-Est   | 13 602               | Anthony Jamet         |       | Tapura    |              |       |       |
| Taiarapu-Ouest | 8 371                | Tetuanui Hamblin      |       | Tapura    |              |       |       |
| Taputapuatea   | 5 007                | Thomas Moutame        |       | Tapura    |              |       |       |
| Teva I Uta     | 10 837               | Tearii Te Moana Alpha |       | Tapura    |              |       |       |
| Tumaraa        | 3 718                | Cyril Tetuanui        |       | Tapura    |              |       |       |
| Uturoa         | 3 663                | Matahi Brotherson     |       | Tapura    |              |       |       |

### Résultats en nombre de maires
| Partis       | Partis                        | Maires sortants | Maires élus | Évolution |
| ------------ | ----------------------------- | --------------- | ----------- | --------- |
|              | Tavini huiraatira             | 2               |             |           |
| Total gauche | Total gauche                  | 2               |             |           |
|              | Tapura huiraatira             | 18              |             |           |
|              | Tapura huiraatira-Renaissance | 1               |             |           |
| Total centre | Total centre                  | 19              |             |           |
| Total        | Total                         | 21              | 21          | -         |

## Résultats dans les communes de plus de 3 000 habitants

### Arue
- Maire sortante : Teura Iriti (Tapura)
- 33 sièges à pourvoir au conseil municipal (population légale 2022 : 10 322 habitants)
- 2 sièges à pourvoir au conseil communautaire (CC Teporionu'u)

| Tête de liste | Tête de liste | Parti(s) | Nuance | Premier tour | Premier tour | Second tour | Second tour | Sièges | Sièges |
| Tête de liste | Tête de liste | Parti(s) | Nuance | Voix         | %            | Voix        | %           | CM     | CC     |
| ------------- | ------------- | -------- | ------ | ------------ | ------------ | ----------- | ----------- | ------ | ------ |

### Bora-Bora
- Maire sortant : Gaston Tong Sang (Tapura)
- 33 sièges à pourvoir au conseil municipal (population légale 2022 : 10 758 habitants)

| Tête de liste | Tête de liste | Parti(s) | Nuance | Premier tour | Premier tour | Second tour | Second tour | Sièges |
| Tête de liste | Tête de liste | Parti(s) | Nuance | Voix         | %            | Voix        | %           | CM     |
| ------------- | ------------- | -------- | ------ | ------------ | ------------ | ----------- | ----------- | ------ |

### Faaa
- Maire sortant : Oscar Temaru (Tavini)
- 35 sièges à pourvoir au conseil municipal (population légale 2022 : 29 826 habitants)

| Tête de liste | Tête de liste | Parti(s) | Nuance | Premier tour | Premier tour | Second tour | Second tour | Sièges |
| Tête de liste | Tête de liste | Parti(s) | Nuance | Voix         | %            | Voix        | %           | CM     |
| ------------- | ------------- | -------- | ------ | ------------ | ------------ | ----------- | ----------- | ------ |

### Hitiaa O Te Ra
- Maire sortant : Henri Flohr (Tapura)
- 33 sièges à pourvoir au conseil municipal (population légale 2022 : 10 196 habitants)
- 5 sièges à pourvoir au conseil communautaire (CC Terehēamanu)

| Tête de liste | Tête de liste | Parti(s) | Nuance | Premier tour | Premier tour | Second tour | Second tour | Sièges | Sièges |
| Tête de liste | Tête de liste | Parti(s) | Nuance | Voix         | %            | Voix        | %           | CM     | CC     |
| ------------- | ------------- | -------- | ------ | ------------ | ------------ | ----------- | ----------- | ------ | ------ |

### Huahine
- Maire sortant : Marcelin Lisan (Tapura)
- 29 sièges à pourvoir au conseil municipal (population légale 2022 : 6 263 habitants)

| Tête de liste | Tête de liste | Parti(s) | Nuance | Premier tour | Premier tour | Second tour | Second tour | Sièges |
| Tête de liste | Tête de liste | Parti(s) | Nuance | Voix         | %            | Voix        | %           | CM     |
| ------------- | ------------- | -------- | ------ | ------------ | ------------ | ----------- | ----------- | ------ |

### Māhina
- Maire sortant : Damas Teuira (Tapura)
- 33 sièges à pourvoir au conseil municipal (population légale 2022 : 14 623 habitants)

| Tête de liste            | Tête de liste | Parti(s) | Nuance | Premier tour | Premier tour | Second tour | Second tour | Sièges |  |
| Tête de liste            | Tête de liste | Parti(s) | Nuance | Voix         | %            | Voix        | %           | CM     |  |
| ------------------------ | ------------- | -------- | ------ | ------------ | ------------ | ----------- | ----------- | ------ |  |
|                          | Damas Teuira, | Tapura   |        |              |              |             |             |        |  |
|                          |               |          |        |              |              |             |             |        |  |
| Exprimés                 |               |          |        |              |              |             |             |        |  |
| Votes blancs             |               |          |        |              |              |             |             |        |  |
| Votes nuls               |               |          |        |              |              |             |             |        |  |
| Total                    | Total         | Total    | Total  |              | 100          |             | 100         | 33     |  |
| Absentions               |               |          |        |              |              |             |             |        |  |
| Inscrits / participation |               |          |        |              |              |             |             |        |  |

### Moorea-Maiao
- Maire sortant : Evans Haumani (Tapura)
- 33 sièges à pourvoir au conseil municipal (population légale 2022 : 18 201 habitants)

| Tête de liste | Tête de liste | Parti(s) | Nuance | Premier tour | Premier tour | Second tour | Second tour | Sièges |
| Tête de liste | Tête de liste | Parti(s) | Nuance | Voix         | %            | Voix        | %           | CM     |
| ------------- | ------------- | -------- | ------ | ------------ | ------------ | ----------- | ----------- | ------ |

### Nuku-Hiva
- Maire sortant : Benoît Kautai (Tapura)
- 23 sièges à pourvoir au conseil municipal (population légale 2022 : 3 025 habitants)

| Tête de liste | Tête de liste | Parti(s) | Nuance | Premier tour | Premier tour | Second tour | Second tour | Sièges |
| Tête de liste | Tête de liste | Parti(s) | Nuance | Voix         | %            | Voix        | %           | CM     |
| ------------- | ------------- | -------- | ------ | ------------ | ------------ | ----------- | ----------- | ------ |

### Paea
- Maire sortant : Antony Géros (Tavini)
- 33 sièges à pourvoir au conseil municipal (population légale 2022 : 12 756 habitants)

| Tête de liste | Tête de liste | Parti(s) | Nuance | Premier tour | Premier tour | Second tour | Second tour | Sièges |
| Tête de liste | Tête de liste | Parti(s) | Nuance | Voix         | %            | Voix        | %           | CM     |
| ------------- | ------------- | -------- | ------ | ------------ | ------------ | ----------- | ----------- | ------ |

### Papara
- Maire sortante : Sonia Punua (Tapura)
- 33 sièges à pourvoir au conseil municipal (population légale 2022 : 11 743 habitants)
- 5 sièges à pourvoir au conseil communautaire (CC Terehēamanu)

| Tête de liste | Tête de liste | Parti(s) | Nuance | Premier tour | Premier tour | Second tour | Second tour | Sièges | Sièges |
| Tête de liste | Tête de liste | Parti(s) | Nuance | Voix         | %            | Voix        | %           | CM     | CC     |
| ------------- | ------------- | -------- | ------ | ------------ | ------------ | ----------- | ----------- | ------ | ------ |

### Papeete
- Maire sortant : Michel Buillard (Tapura)
- 35 sièges à pourvoir au conseil municipal (population légale 2022 : 26 654 habitants)
- 3 sièges à pourvoir au conseil communautaire (CC Teporionu'u)

| Tête de liste            | Tête de liste    | Parti(s)    | Nuance | Premier tour | Premier tour | Second tour | Second tour | Sièges | Sièges |
| Tête de liste            | Tête de liste    | Parti(s)    | Nuance | Voix         | %            | Voix        | %           | CM     | CC     |
| ------------------------ | ---------------- | ----------- | ------ | ------------ | ------------ | ----------- | ----------- | ------ | ------ |
|                          | Tematai Le Gayic | Tavini      |        |              |              |             |             |        |        |
|                          | Rémy Brillant    | SE          |        |              |              |             |             |        |        |
|                          | Tauhiti Nena     | Amuitahiraa |        |              |              |             |             |        |        |
|                          |                  |             |        |              |              |             |             |        |        |
| Exprimés                 |                  |             |        |              |              |             |             |        |        |
| Votes blancs             |                  |             |        |              |              |             |             |        |        |
| Votes nuls               |                  |             |        |              |              |             |             |        |        |
| Total                    | Total            | Total       | Total  |              | 100          |             | 100         | 35     |        |
| Absentions               |                  |             |        |              |              |             |             |        |        |
| Inscrits / participation |                  |             |        |              |              |             |             |        |        |

### Pirae
- Maire sortant : Édouard Fritch (RE)
- 33 sièges à pourvoir au conseil municipal (population légale 2022 : 14 068 habitants)
- 2 sièges à pourvoir au conseil communautaire (CC Teporionu'u)

| Tête de liste            | Tête de liste | Parti(s) | Nuance | Premier tour | Premier tour | Second tour | Second tour | Sièges | Sièges |
| Tête de liste            | Tête de liste | Parti(s) | Nuance | Voix         | %            | Voix        | %           | CM     | CC     |
| ------------------------ | ------------- | -------- | ------ | ------------ | ------------ | ----------- | ----------- | ------ | ------ |
|                          | Abel Temarii  | DVC      |        |              |              |             |             |        |        |
|                          |               |          |        |              |              |             |             |        |        |
| Exprimés                 |               |          |        |              |              |             |             |        |        |
| Votes blancs             |               |          |        |              |              |             |             |        |        |
| Votes nuls               |               |          |        |              |              |             |             |        |        |
| Total                    | Total         | Total    | Total  |              | 100          |             | 100         | 33     | 2      |
| Absentions               |               |          |        |              |              |             |             |        |        |
| Inscrits / participation |               |          |        |              |              |             |             |        |        |

### Punaauia
- Maire sortant : Simplicio Lissant (Tapura)
- 33 sièges à pourvoir au conseil municipal (population légale 2022 : 28 781 habitants)

| Tête de liste | Tête de liste | Parti(s) | Nuance | Premier tour | Premier tour | Second tour | Second tour | Sièges |
| Tête de liste | Tête de liste | Parti(s) | Nuance | Voix         | %            | Voix        | %           | CM     |
| ------------- | ------------- | -------- | ------ | ------------ | ------------ | ----------- | ----------- | ------ |

### Rangiroa
- Maire sortant : Tahuhu Maraeura (Tapura)
- 27 sièges à pourvoir au conseil municipal (population légale 2022 : 3 761 habitants

| Tête de liste | Tête de liste | Parti(s) | Nuance | Premier tour | Premier tour | Second tour | Second tour | Sièges |
| Tête de liste | Tête de liste | Parti(s) | Nuance | Voix         | %            | Voix        | %           | CM     |
| ------------- | ------------- | -------- | ------ | ------------ | ------------ | ----------- | ----------- | ------ |

### Tahaa
- Maire sortante : Patricia Amaru (Tapura)
- 29 sièges à pourvoir au conseil municipal (population légale 2022 : 5 296 habitants)
- 5 sièges à pourvoir au conseil communautaire (CC Hava'i)

| Tête de liste | Tête de liste | Parti(s) | Nuance | Premier tour | Premier tour | Second tour | Second tour | Sièges | Sièges |
| Tête de liste | Tête de liste | Parti(s) | Nuance | Voix         | %            | Voix        | %           | CM     | CC     |
| ------------- | ------------- | -------- | ------ | ------------ | ------------ | ----------- | ----------- | ------ | ------ |

### Taiarapu-Est
- Maire sortant : Anthony Jamet (Tapura)
- 33 sièges à pourvoir au conseil municipal (population légale 2022 : 13 602 habitants)
- 5 sièges à pourvoir au conseil communautaire (CC Terehēamanu)

| Tête de liste | Tête de liste | Parti(s) | Nuance | Premier tour | Premier tour | Second tour | Second tour | Sièges | Sièges |
| Tête de liste | Tête de liste | Parti(s) | Nuance | Voix         | %            | Voix        | %           | CM     | CC     |
| ------------- | ------------- | -------- | ------ | ------------ | ------------ | ----------- | ----------- | ------ | ------ |

### Taiarapu-Ouest
- Maire sortant : Tetuanui Hamblin (Tapura)
- 29 sièges à pourvoir au conseil municipal (population légale 2022 : 8 371 habitants)
- 5 sièges à pourvoir au conseil communautaire (CC Terehēamanu)

| Tête de liste | Tête de liste | Parti(s) | Nuance | Premier tour | Premier tour | Second tour | Second tour | Sièges | Sièges |
| Tête de liste | Tête de liste | Parti(s) | Nuance | Voix         | %            | Voix        | %           | CM     | CC     |
| ------------- | ------------- | -------- | ------ | ------------ | ------------ | ----------- | ----------- | ------ | ------ |

### Taputapuatea
- Maire sortant : Thomas Moutame (Tapura)
- 29 sièges à pourvoir au conseil municipal (population légale 2022 : 5 007 habitants)
- 5 sièges à pourvoir au conseil communautaire (CC Hava'i)

| Tête de liste | Tête de liste | Parti(s) | Nuance | Premier tour | Premier tour | Second tour | Second tour | Sièges | Sièges |
| Tête de liste | Tête de liste | Parti(s) | Nuance | Voix         | %            | Voix        | %           | CM     | CC     |
| ------------- | ------------- | -------- | ------ | ------------ | ------------ | ----------- | ----------- | ------ | ------ |

### Teva I Uta
- Maire sortant : Tearii Te Moana Alpha (Tapura)
- 33 sièges à pourvoir au conseil municipal (population légale 2022 : 10 837 habitants)

| Tête de liste | Tête de liste | Parti(s) | Nuance | Premier tour | Premier tour | Second tour | Second tour | Sièges |
| Tête de liste | Tête de liste | Parti(s) | Nuance | Voix         | %            | Voix        | %           | CM     |
| ------------- | ------------- | -------- | ------ | ------------ | ------------ | ----------- | ----------- | ------ |

### Tumaraa
- Maire sortant : Cyril Tetuanui (Tapura)
- 27 sièges à pourvoir au conseil municipal (population légale 2022 : 3 718 habitants)
- 5 sièges à pourvoir au conseil communautaire (CC Hava'i)

| Tête de liste | Tête de liste | Parti(s) | Nuance | Premier tour | Premier tour | Second tour | Second tour | Sièges | Sièges |
| Tête de liste | Tête de liste | Parti(s) | Nuance | Voix         | %            | Voix        | %           | CM     | CC     |
| ------------- | ------------- | -------- | ------ | ------------ | ------------ | ----------- | ----------- | ------ | ------ |

### Uturoa
- Maire sortant : Matahi Brotherson (Tapura)
- 27 sièges à pourvoir au conseil municipal (population légale 2022 : 3 663 habitants)
- 5 sièges à pourvoir au conseil communautaire (CC Hava'i)

| Tête de liste | Tête de liste | Parti(s) | Nuance | Premier tour | Premier tour | Second tour | Second tour | Sièges | Sièges |
| Tête de liste | Tête de liste | Parti(s) | Nuance | Voix         | %            | Voix        | %           | CM     | CC     |
| ------------- | ------------- | -------- | ------ | ------------ | ------------ | ----------- | ----------- | ------ | ------ |